# Vilnohirsk
Vilnohirsk (tiếng Ukraina: Вільногірськ) là một thành phố của Ukraina. Thành phố này thuộc tỉnh Dnipropetrovsk. Thành phố này có diện tích ? km2, dân số theo điều tra dân số năm 2001 là 23782 người.